# Sylvia Patricia
Sylvia Patrícia César Pires Valença (Salvador, 21 de março de 1961) é uma cantora, compositora, produtora musical e violonista brasileira. Sylvia Patricia mistura em sua música bossa nova, blues, jazz, rock e soul.

## Biografia
É membro da família  "Valença" de Pernambuco  -  dos Irmãos Valença, autores de O teu cabelo não nega  e neta de Sebastião Valença, pianista e filólogo nascido em São Bento do Una, primo do pai do cantor Alceu Valença - e bisneta do educador baiano Ernesto Carneiro Ribeiro. Iniciou sua educação musical aos seis anos de idade, em aulas particulares de piano. Começou a estudar violão popular dois anos depois. Cursou Composição e Regência, por dois anos, na Universidade Federal da Bahia (UFBA). Aos 19 anos mudou-se para São Paulo onde se graduou em canto pela Faculdade Paulista de Arte – FAP-ARTE, onde foi aluna do maestro H J Koellreuter, com quem tambem estudou música clássica indiana e de Walter Smeták e do maestro Lindembergue Cardoso na Universidade Federal da Bahia. Buscando ampliar seus conhecimentos, fez cursos livres de violão clássico, guitarra, harmônica, produção musical além de ter estudado piano e harmonia musical com o músico carioca Antonio Adolfo, e em temporada de shows na Espanha estudou violão Flamenco em Algeciras, cidade natal do guitarrista Paco de Lucía. Em 2018 concluiu uma pós graduação em trilha sonora e tem feito imersões em desenhos e animação.
Em 1990 recebeu o Prêmio da Musica Brasileira ano III como artista revelação, pelo seu disco de estréia, Sylvia Patricia.Iniciou a carreira internacional em 2004, na Espanha. Desde então tem mais de 150 apresentações internacionais, músicas em mais de 70 compilaçōes lançadas no exterior, e foi finalista nos prêmios internacionais Hollywood Music and Media Awards 2010, em Los Angeles, na categoria Best World Music Song, e no Brazilian International Press Awards 2013, em Miami. 
Sylvia tem um estúdio de gravação em sua casa, o “Tubo de Ensaio”, e um selo discográfico, Speciarias Musicais.
Através do edital Mobilidade Artística promovido pela Secretaria de Cultura do Estado da Bahia, realizou uma residencia artística de dois meses em Barcelona onde fez um projeto de fusão da sua música com rumba catalana, junto a músicos como Daniel Cros e Rafalito Salazar, do grupo de rumba catalana Ai Ai Ai.
Em 2014 criou em parceria com as produtoras baianas VIrginia Darin, Irma Vidal e Cláudia Salomão a primeira moto "trio eletrico",  o Tuk Tuk Sonoro,  um conceito inovador de mini palco móvel que estreou no Carnaval de Salvador e desde então segue se apresentando  com um repertório especialmente centrado em mistura  de marchinhas carnavalescas e rock'n roll, chamados pela artista de  March'n'Roll.
Tem no gênero musical samba-rock uma de suas grandes influencias musicais, e por isso  idealizou com a produtora EH Filmes!  o projeto “Isso é Samba Rock, Meu Irmão”  onde realiza oficinas sobre esse gênero musical, além de shows com os maiores sucessos desse ritmo e convidados especiais, já participaram do projeto artistas como Leila Pinheiro, Sandra Sá, Wilson Simoninha, Luciana Mello, Lan Lan e Jussara Silveira. Esse projeto teve apresentações no Rio, São Paulo e Salvador.
Tem músicas gravadas por Zélia Duncan, Sarajane, Nico Rezende, Orlando Morais, Angélica, Mara Maravilha, Dr Silvana, entre outros, e músicas em parceria com Cecelo Frony, Tony Costa, Paulinho Rafael, Edu Casanova e o produtor Nelson Motta. 

## Discografia
- Sylvia (2015) Canal Brasil /Speciarias Musicais CD/DVD
- Andante (2010) Lua Music CD
- Sessão Extra (Com Fernando Marinho) (2009) Speciarias Musicais DVD
- No Rádio da Minha Cabeça. (2006) Lua Music/Speciarias Musicais CD [3]
- Purpurina 37 (2003) Speciarias Musicais CD
- Tente viver sem mim (1998) Natasha Records/Speciarias Musicais CD
- Curvas & retas (1992) WEA CD, LP, K7
- Sylvia Patricia  (1989) Epic-Sony LP, K7

## Discografia Internacional
- O Meu Samba - Brazilian Pop Music (2016) GBMusic/Itália DVD
- De Vuelta - Sylvia Patricia e Daniel Cros (2014) Rosazul Music/Espanha EP

- Tente viver sem mim (1999) Nippon Crowne/Japão CD[4]
- Piel - (2019) Speciarias Musicais EP streaming